# Engineers
Albums de Gary Numan
Replicas Redux
(2008) Telekon - Live
(2008)
Engineers est en édition limitée (3000 copies) le CD (Live) produit par Gary Numan et par le label Beggars Banquet Records. L'album a été enregistré au Théâtre de Capitole, Sydney, Australie le 31 mai 1980.

## Titres
1. Introduction : Theme From Replicas
2. Airlane
3. Me ! I Disconnect From You
4. Praying To The Aliens
5. M.E.
6. Films
7. We Are So Fragile
8. Are 'Friends' Electric?
9. Conversation
10. Remind Me To Smile
11. Replicas
12. Remember I Was Vapour
13. Trois Gymnopédies (Erik Satie)
14. Cars
15. I Die : You Die
16. Bombers
17. Tracks

- Toutes les musiques sont écrites par Gary Numan excepté Trois Gymnopédies.

## Musiciens
- Gary Numan - Chant, Guitare, Synthétiseur
- Paul Gardiner - Guitare Basse
- Chris Payne - Piano, Violon (à gauche de la tour)
- Cedric Sharpley - Batterie
- Rrussell Bell - Guitare
- Denis Haines - Piano (à droite de la tour)